# 撤退

拿破仑从莫斯科撤军

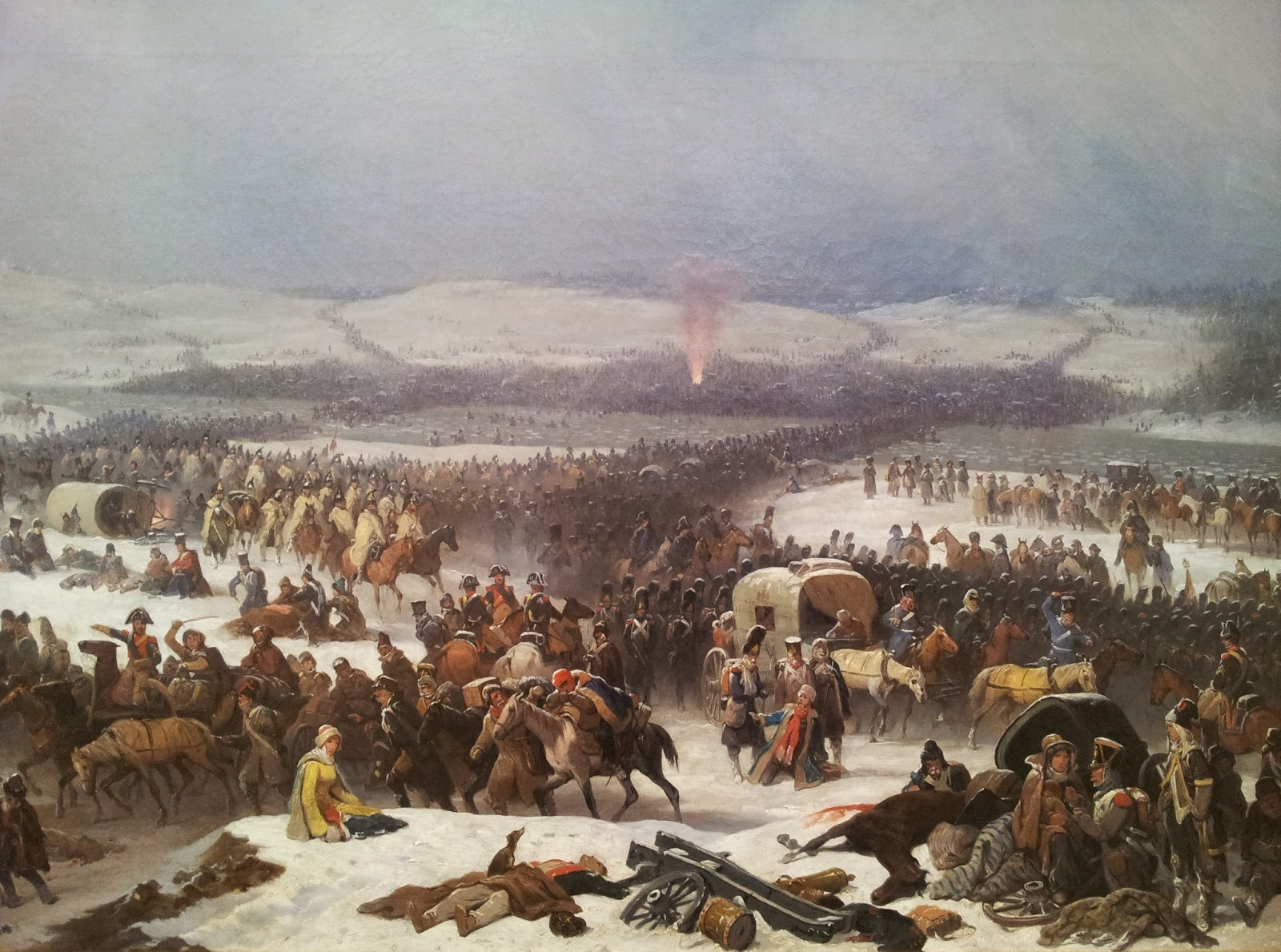
拿破仑军队从俄罗斯撤軍

撤退是一种军事行动，通常意味着一些部队在与敌人保持接触的同时后退。撤退的目的包括占领更容易防御的地方，誘敵深入拉長對方的補給線以取得决定性的胜利，或将敌人引向埋伏地點。
雖然說撤退並不代表是全體戰敗的表現，可是撤退是非常挑戰性的操作，一旦一支部队過程中組織混亂，失去了战斗能力，胜利者就可以追赶残余部队，并试图造成尽可能多的伤亡或俘虏尽可能多的敵方士兵。

## 战术撤退
当防禦部队被击败或处于不利地位，但又必须对敌人造成尽可能多的伤害。在这种情况下，準備撤退的部队可能会采用多种战术策略来进一步阻碍敌人的前进。这可能包括在撤退期间或撤退之前佈置地雷，引导敌人进入自家的大砲射程範圍，或使用焦土政策。

## 假装撤退
有時指揮官會下令假装撤退以引诱敌人离开防御阵地。